# 清华大学机械工程系

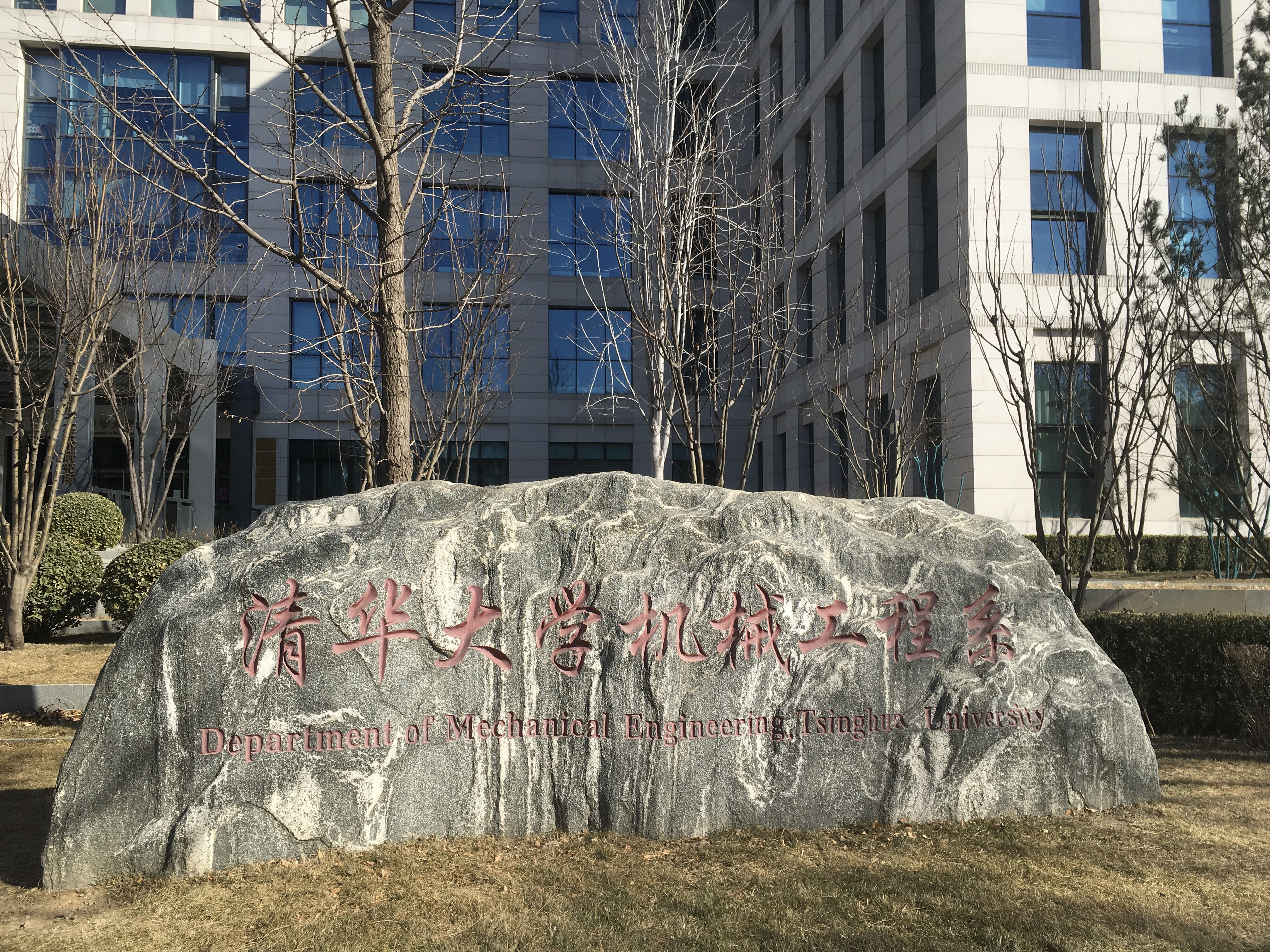
清華大學機械工程系

清华大学机械工程系，简称机械系，是清华大学较早成立的系科之一。主要从事材料加工、快速原型制造、新材料制备等方面研究。

## 历史[3]
- 1932年，成立机械工程学系。
- 1952年，院系调整，更名为机械制造系。
- 1960年，改编为精密仪器及机械系和特种冶金系。
- 60年代，完成中国第一台核反应堆池壳焊接制作。
- 1977年，冶金系改名为机械工程系。
- 2004年，成立先进成形制造重点实验室。
- 2012年12月，精密仪器与机械学系中的机械工程学科并入。系内材料加工学科拆出参与组建材料学院。

## 机构
- 材料加工技术研究所
- 材料加工工程及自动化研究所